# فینال لیگ قهرمانان کونکاکاف ۲۰۰۹
فینال لیگ قهرمانان کونکاکاف ۲۰۰۹ یک مسابقه رفت و برگشتی فوتبال برای تعیین قهرمان لیگ قهرمانان کونکاکاف ۰۹–۲۰۰۸ بود. این مسابقه توسط دو باشگاه مکزیکی آتلانتی و کروز آزول برگزار شد و سومین فینال مسابقات باشگاهی کونکاکاف تمام‌مکزیکی در چهار سال گذشته بود.
بازی رفت در ورزشگاه آزول مکزیکوسیتی برگزار شد و آتلانتی با نتیجه ۲–۰ پیروز شد. بازی برگشت در ورزشگاه آندرس کینتانا رو در کانکون برگزار شد، جایی که هر دو تیم ۰–۰ مساوی کردند. آتلانتی رقابت را با امتیاز ۳–۱ (در مجموع ۲–۰) برد و دومین جام کونکاکاف خود را به دست آورد.

## قوانین
مانند سایر دیدارهای دور حذفی، تیم‌ها دو بازی انجام دادند که یکی در ورزشگاه خانگی هر تیم بود. اگر تیم‌ها پس از ۹۰ دقیقه بازی در بازی دوم مساوی می‌ماندند، قانون گل‌های خارج از خانه اعمال می‌شود، اما نه پس از ورود بازی به وقت‌های اضافه، بنابراین اگر مجموع امتیاز پس از وقت‌های اضافه مساوی شود، برنده در ضربات پنالتی تعیین می‌شود.

## مسابقات

### بازی رفت
| کروز آزول | ۰–۲ | آتلانتی                 |
| --------- | --- | ----------------------- |
|           |     | ناوارو ۱۷' · برمودز ۲۵' |

| کروز آزول | آتلانتی |

| کمک داوران: خوزه لوئیس کامارگو آلبرتو مورین داور چهارم: روبرتو گارسیا |

### بازی برگشت
| آتلانتی | ۰–۰    | کروز آزول |
| ------- | ------ | --------- |
|         | Report |           |

| آتلانتی | کروز آزول |

| کمک داوران: هکتور دلگادیلو ماروین تورنترا داور چهارم: موریسیو مورالز |